# Об’єкт Вакуленчук

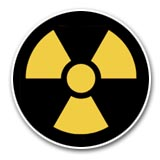
Знак радіоактивності

49°56′20″ пн. ш. 28°14′27″ сх. д. / 49.938821128766° пн. ш. 28.240772121855° сх. д.
Об'єкт Вакуленчук — ліквідоване місце захоронення радіоактивних відходів (радіоактивний могильник), яке підпорядковувалося Державній прикордонній службі України.

## Історія
Об'єкт Вакуленчук розташований за 200 кілометрів на захід від Києва у густому лісі поблизу селища Вакуленчук. Ліс поблизу містечка за часів Другої світової війни добре маскував військові склади, згодом радянські керівники вирішили використовувати цей об'єкт для збереження ядерної зброї. В 60-ті роки цей ліс перетворився на звалище радіоактивних відходів.
Радіоактивні відходи з невстановленим рівнем активності на об'єкті були захороненні в приповерхневих сховищах. Декотрі мають значну активність на рівні десятків, а ймовірно, і сотень Кюрі. Точний обсяг радіоактивних відходів, а також інженерна конструкція відсіків для захоронення були невідомі. Також, відомо, що на об'єкті зберігалися джерела іонізуючого випромінювання (ДІВ), які використовувалися для калібрування приладів.
В вересні 2001 року невідомі особи розрили могильник радіоактивних відходів — бетонний колодязь, у якому в дерев'яних ящиках, залитих бетоном, знаходилися сталеві болванки із написом «Радиация». Кожна сталева болванка випромінювала від 0,017 до 1,2 мілірентгена, що перевищувало норму у 40 разів.
У квітні 2011 року група з НАТО відвідала Вакуленчук і інший об'єкт — Цибульове, який за оцінкою менш ризикований, тому що він добре охороняється збройними силами і контейнери на ньому в кращому стані. Об'єкт Вакуленчук був більш вразливий, тому що прикордонники гірше оснащенні для належного поводження з об'єктом, і заходи фізичного захисту цього об'єкту не відповідають жодним українським чи міжнародним стандартам.

### Ліквідація

#### Ціль робіт
Однією з цілей ліквідації могильника був ризик його використання для виготовлення радіоактивної зброї, так званих «брудних бомб».

#### Правові та фінансові основи робіт
Вирішення питань щодо поводження з радіоактивними відходами, які утворилися внаслідок виконання військових програм СРСР було передбачено завданням 12 «Загальнодержавної цільової екологічної програми поводження з радіоактивними відходами», затвердженої Законом України від 17.09.2008 № 516-VI. 
З метою підтримки виконання цього завдання, Кабінетом Міністрів України укладено Імплементаційну угоду з Організацією НАТО з підтримки (ОНП) із поводження з радіоактивними відходами, що утворились внаслідок виконання військових програм колишнього СРСР в Україні, ратифіковану Законом України від 17.06.2015 № 526-VIII.
Першим проектом, в рамках ратифікованої угоди стало вилучення та подальше поводження з РАВ із сховища Вакуленчук, а також рекультивація навколишньої території. 
За результатами тендеру, проведеного офісом Агенції НАТО з підтримки і постачання (NSPA) в Україні виконавцем робіт було визначено ТОВ «НТ-ІНЖИНІРИНГ».
Загальна сума проекту склала 950 тис. євро, з яких Україна, станом на 28 вересня 2016 року, отримала 848 тис. євро.

#### Процес ліквідації
За результатами експертизи та ліцензійними умовами були визначені наступні етапи робіт:
1. етап  — організація робочого простору майданчика;
2. етап  — планування майданчика та створення технологічних зон;
3. етап  – вилучення РАВ з майданчику сховища та детальне радіаційне обстеження майданчика сховища;
4. етап  – вилучення РАВ зі споруди сховища, демонтаж самої споруди, вилучення рідких РАВ (при їх наявності), зворотна засипка;
5. етап — реабілітація майданчика сховища та радіаційне обстеження щодо досягнення критеріїв реабілітації.

22 лютого 2016 року розпочалися практичні роботи з ліквідації могильника радіоактивних відходів «Вакуленчук».
В січні 2017 року ТОВ «НТ-ІНЖИНІРИНГ», з метою ліквідації могильника, були вилучені радіоактивні відходи і з будівлі сховища, і з навколишньої території. Після цього конструкції могильника демонтували, а його майданчик — рекультивували. Частину відпрацьованих джерел іонізуючого випромінювання (ДІВ) відвезли на зберігання до Київського міжобласного спеціального комбінату (ПЗРВ ДСП «Київський ДМСК»). Тверді ДІВ у вигляді залізобетонних конструкцій сховища і зацементовані рідкі ДІВ передали в могильник «Буряківка» в Чорнобильській зоні відчуження. .
16 січня 2017 року ліквідаційні роботи були завершені.